# Вілагоська капітуляція

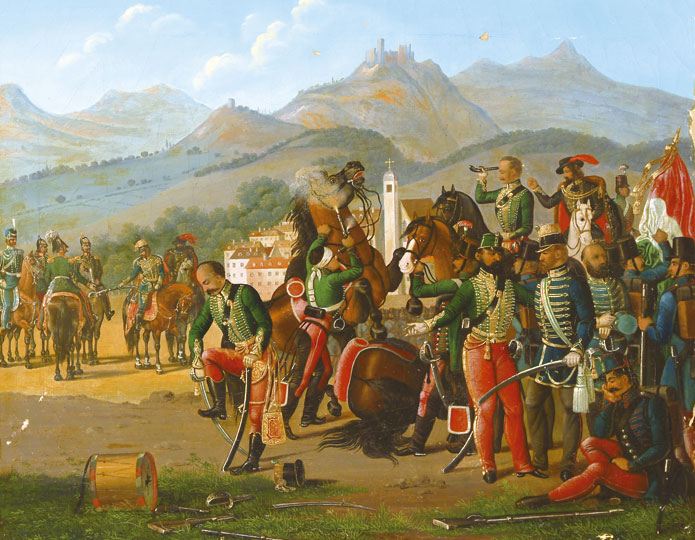
Вілагоська капітуляція. Картина невідомого автор

Вілагоська капітуляція (угор. Világosi fegyverletétel) — капітуляція угорської революційної армії на чолі з Артуром Гергеї поблизу села Вілагош у Трансильванії (нині Ширія, Румунія) перед російською армією, підписана 13 серпня 1849 року. Ознаменувала завершення Угорської революції 1848—1849 років.

## Російська військова інтервенція
Під впливом «весни народів» у Європі в березні 1848 року в Угорщині почалася революція, яка згодом переросла у війну за незалежність проти Австрії. Угорці проголосили незалежність 14 квітня 1849 року. У зв'язку з цими подіями імператор Франц Йосиф I звернувся до російського імператора Миколи I з проханням про допомогу. У червні 1849 року Росія ввела свої війська в Угорщину. Відтоді питання капітуляції угорців залишалося питанням часу, оскільки австро-російські сили були набагато сильніші за угорську революційну армію.
Вирішальною була битва під Темешваром, що закінчилася рішучою австрійською перемогою, після якої угорці вирішили здатися. 21 липня капітан кавалерії Катларов і граф Федір Рідигер передали угорському міністру війни Гергеї пропозицію здатися з обіцянкою про те, що угорці, які брали участь у війні, будуть вільні. Гергеї через своїх офіцерів, зокрема Ласло Баттяні, передав відповідь, що вимагає, щоб усі угорці були вільні, а також що був би радий, якби хтось із російських царевичів одягнув Корону святого Стефана.

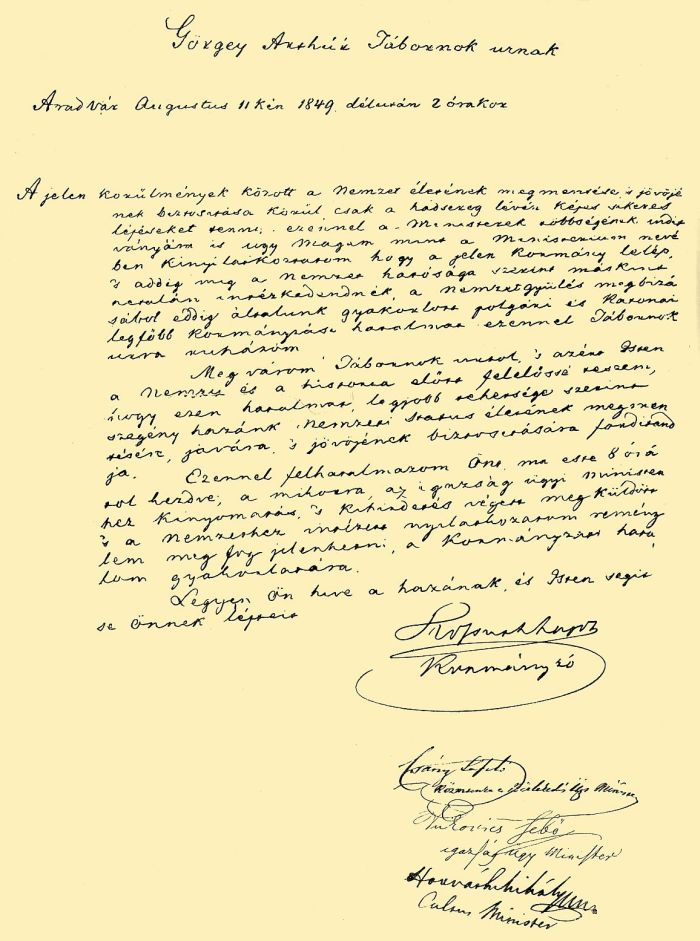
Лист Кошута до Гергеї

Напередодні остаточної поразки угорський лідер Лайош Кошут зрікся своєї посади диктатора на користь Гергеї.

## Капітуляція
Угорська армія капітулювала перед генералом Федором Рідигером 13 серпня 1849 року. Документ про капітуляцію було підписано поблизу села Вілагош у Трансильванії. Гергеї намагався показати умовами капітуляції, що Угорщина капітулювала перед Росією, але не перед Австрією. Проте такі намагання були марними, оскільки росіяни передали переможених угорців австрійській владі.

## Наслідки
Після капітуляції, попри прохання російського імператора про помилування переможених, австрійці вдалися до жорстоких репресій проти угорців. Вони засудили сотні солдатів та мирних мешканців до смерті і ще більше ув'язнили. Полонених призвали до австрійської армії.
6 жовтня 1849 року в місті Арад (нині Румунія) австрійці стратили 12 угорських генералів та одного полковника, відомих як тринадцять арадських мучеників. Того ж дня вони розстріляли Лайоша Баттяні — першого угорського прем'єр-міністра.